# Fluorometolon
Fluorometolon (łac. fluorometholonum) – organiczny związek chemiczny, lek hormonalny z grupy glikokortykosteroidów. Podnosi ciśnienie wewnątrzgałkowe, wykazuje silne działanie przeciwzapalne i przeciwuczuleniowe.

## Wskazania
- niezakaźne choroby zapalne oczu
  - alergiczne i niealergiczne zapalenie spojówek
  - zapalenie rogówki
  - zapalenie powiek
  - stany zapalne przedniego odcinka gałki ocznej

## Przeciwwskazania
- nadwrażliwość na lek
- jaskra
- podwyższone ciśnienie wewnątrzgałkowe
- choroby grzybicze oka
- zapalenia na tle bakteryjnym lub wirusowym
- mechaniczne urazy lub owrzodzenia rogówki

## Działania niepożądane
- wzrost ciśnienia wewnątrzgałkowego
- zaczerwienienie powiek
- obrzęk oka
- kłucie i pieczenie
- uszkodzenie nerwu wzrokowego
- zaburzenia widzenia
- uczucie obecności ciała obcego w oku

## Preparaty proste
Lista leków zawierających fluorometolon dopuszczonych do obrotu w Polsce (stan na 1 stycznia 2022 r.):
- Flarex – zawiesina do oczu 1 mg/ml (w postaci octanu fluorometolonu)
- Flucon – zawiesina do oczu 1 mg/ml

## Dawkowanie
Stosować miejscowo, według zaleceń lekarza. Zwykle 1-2 krople 2-4 razy na dobę do worka spojówkowego oka.